# Caroline Näfver
Caroline Näfver, född 20 juli 1982, svensk fotbollsspelare, mittfältare/anfallare. Spelar sedan 2009 i Kopparbergs/Göteborg.
Spelade från 2001 och fram till 2009 års säsong i KIF Örebro. Spelade till och med säsongen 2007 totalt 102 allsvenska matcher och gjorde 9 mål.
Caroline Näfver är syster till Kristoffer Näfver.

## Meriter
- A-landskamper
- U21-landskamper

## Seriematcher och mål
- 2008: 150/10 (per den 27 september 2012

## Klubbar
- Kopparbergs/Göteborg (2009-)
- KIF Örebro (2001-2009)
- Adolfsbergs IK (-2001)